# Siena Football Club
Il Siena Football Club, meglio noto come Siena, è una società calcistica italiana con sede nella città di Siena. Milita in Serie D, la quarta divisione del campionato italiano.
Fondata nel 2023 come Siena FC, prosegue de facto la tradizione sportiva iniziata nel 1904 con la scissione della Società Studio e Divertimento dalla Mens Sana In Corpore Sano e poi proseguita con le denominazioni Società Sportiva Robur, Associazione Calcio Siena e Robur Siena (queste ultime due incorse in fallimento).
I colori ufficiali sono bianco e nero e il campo interno è lo stadio Artemio Franchi, inaugurato nel 1923 e capace di 15 373 posti a sedere.
In oltre un secolo di storia il Siena, occupante il 52º posto nella classifica della tradizione sportiva delle squadre che hanno giocato in A e il 36º posto nella classifica perpetua dei punti, ha disputato 9 edizioni della massima serie, 13 campionati di Serie B, 1 campionato misto postbellico, e 44 tornei di Serie C più 8 di Serie C2, iscrivendosi in totale a 75 annate professionistiche sulle 90 organizzate dalla FIGC dal 1926. Il miglior piazzamento in Serie A è il 13º posto della stagione 2007-2008. Ha inoltre raggiunto la semifinale della Coppa Italia 2011-2012 e vinto un campionato di Serie B, un Supercoppa di Lega di Serie C e due Scudetti Serie D.

## Storia

### Dalle origini agli anni 1930
L'anno zero del calcio senese è il 1904, quando alcuni affiliati alla Società Sportiva Mens Sana In Corpore Sano si scindono fondandone una nuova, la Società Studio e Divertimento. Adottata una casacca a quarti bianchi e neri, fa il suo ingresso nel calcio, pratica sportiva a cui viene dedicato tutto l'interesse societario. Nel 1908 l'attività viene ricondotta in seno alla Società Sportiva Robur, la quale gioca le sue prime partite di calcio nella Piazza d'Armi.

Il Siena dell'annata 1934-1935, vittorioso nelle fasi finali di Prima Divisione e promosso in Serie B.

Primo campionato dei bianconeri è quello di Promozione 1921-1922, il quale si conclude subito con una vittoria della compagine senese nel girone C toscano. La Robur vince anche il girone finale regionale, venendo quindi promossa in Seconda Divisione, il campionato cadetto dell'epoca. L'esordio non è tra i più felici: la squadra chiude al 6º e al terzultimo posto il girone F (composto da squadre toscane ed emiliane), venendo quindi costretta allo spareggio salvezza contro la vincitrice della Terza Divisione Toscana, la Pistoiese: all'andata la Robur si impone 4-0, ma al ritorno la Pistoiese vince per 4-1, e poiché non contava la differenza reti a parità di punti (2 a testa), è necessaria una partita di spareggio sul campo neutro di Livorno che finisce 1-1; nella ripetizione, sempre a Livorno, tuttavia, i bianconeri riescono a imporsi 1-0, conquistando una sofferta salvezza. Nella stagione successiva, tuttavia, la Robur non riesce a salvarsi, chiudendo il torneo all'ultimo posto con quattro punti all'attivo, subendo due punti di penalizzazione per due rinunce e retrocedendo in Terza Divisione Toscana, dove rimane per tre stagioni.
Solo nella stagione 1927-1928 il Siena torna a disputare il campionato interregionale di Seconda Divisione, che però ormai non costituisce più il secondo livello del calcio italiano, bensì il terzo. Al termine della stagione 1930-1931 viene ammesso d'ufficio in Prima Divisione Interregionale, la Serie C dell'epoca, dove ottiene per due stagioni la salvezza.
Alla vigilia del campionato di Prima Divisione 1933-1934 la società cambia nome in Associazione Calcio Siena e nella stagione successiva i senesi giunsero fino allo spareggio per la Serie B: affrontando nella gara per la promozione, disputata sul campo neutro di Pistoia, la Reggiana superandola per 7-0 e guadagnando uno storico traguardo. Tuttavia, l'anno seguente i bianconeri non riescono a reggere il confronto con le compagini del campionato cadetto, tornando in C. La società decide di ricostruire però un organico competitivo per riconquistare al più presto la B: obiettivo concretizzatosi nella stagione 1937-1938, quando il Siena vince il campionato con 12 punti di vantaggio sul Ravenna.
Gli anni precedenti alla seconda guerra mondiale sono positivi: nella stagione 1938-1939 il Siena vince il derby toscano con la Fiorentina e gioca un buon campionato, mancando la promozione in Serie A per un solo punto.

### Dagli anni 1940 agli anni 1990

Il Siena della stagione 1955-1956, campione italiano di IV Serie e promosso in Serie C.

Gli anni di successi sono spezzati dalla guerra: in questo periodo la FIGC decide la divisione in tre gironi (nord e sud) della Serie B, ma, avendo deciso che dalla stagione 1948-1949 il campionato cadetto sarebbe tornato al girone unico, annuncia che solo le prime sette di ognuno dei tre gironi di quella precedente sarebbero rimaste in Serie B l'anno successivo. Il Siena giunge ottavo, a 2 punti dal Pescara, e torna in Serie C. Dopo due anni destino analogo: avendo la FIGC deciso che la Serie C a partire dalla stagione 1952-1953 sarebbe stata anch'essa a girone unico, il quarto posto nel girone non bastò alla Robur per conquistare la salvezza automatica; i toscani dovettero affrontare gli spareggi salvezza con le quarte degli altri tre gironi: i bianconeri concludono al quarto posto e conoscono così la prima retrocessione in IV Serie. Il ritorno in categoria superiore non è dei più agevoli: nella stagione 1954-1955 il Siena vince il proprio girone ed è ammesso alle finali promozione, dove perde lo spareggio contro il Colleferro, mancando così la promozione in Serie C.
Un Siena in crisi societaria passa sotto il controllo del presidente Danilo Nannini, ex giocatore della Robur. Nel 1955-1956 il Siena vince lo spareggio con l'Empoli e risale in Serie C; nella stessa stagione vince anche il titolo di Campione d'Italia di IV Serie. Nella stagione 1958-1959 i bianconeri conducono il campionato per quasi tutta la stagione, ma verso la fine viene raggiunto dall'Ozo Mantova. Le due squadre, giunte a pari punti, si affrontano in uno spareggio a Genova, ma la vittoria è dei lombardi.

Eugenio Pazzaglia, attaccante degli anni 1970, è stato tra i maggiori protagonisti della storia calcistica senese.

Uscito di scena Nannini, il Siena retrocede in Serie D e sfiora il fallimento. Il club viene salvato solo dall'intervento dell'ex medico sportivo Vittorio Beneforti, che nella stagione 1974-1975 guida i bianconeri al ritorno in Serie C. I problemi economici però continuano e allora il Siena Club Fedelissimi lancia l'idea di una trasformazione della società in una società per azioni, ma il tutto si risolve con un nulla di fatto. Nel 1978 avviene la divisione della terza serie in Serie C1 e Serie C2: solo le prime dodici di ogni girone rimarranno in C1; il Siena giunge 13º, a 2 soli punti dalla salvezza, e deve retrocedere in C2. Torna intanto presidente Danilo Nannini, che rilancia l'idea dell'azionariato popolare. Il 27 marzo 1980 l'A.C. Siena diventa finalmente una società per azioni. Sotto la presidenza di Nannini i senesi riconquistano la C1 nel campionato 1981-1982.
A metà degli anni 1980 Nannini lascia definitivamente la presidenza e la squadra viene rilevata da un imprenditore romano, l'avvocato Max Paganini. Sotto la sua guida la Robur raggiunge una certa stabilità e, dopo due retrocessioni e altrettante promozioni in Serie C1 e C2, gioca dieci campionati consecutivi nella terza serie, fino alla fine degli anni 1990. Nel campionato 1992-1993 riesce a salvarsi solo grazie a un ripescaggio conseguente una lunga serie di fallimenti.

Il Siena della stagione 1984-1985, vincitore del girone A di Serie C2 e promosso in Serie C1.

La seconda metà del decennio porta notevoli cambi societari, che gettano le basi della promozione in Serie A. Nel 1997 la società passa a Claudio Corradini, che guida i bianconeri a una difficile salvezza ai play-out. Nel 1999 vi è nuovo cambio societario: stavolta un nutrito gruppo di imprenditori, Pastorello, Ponte, Salvietti, Pianigiani, Mangiavacchi e Verdiani, affida la compagine ad Antonio Sala. Il Siena, guidato dalle colonne Gill Voria, Michele Mignani e Stefano Argilli, vince il girone A della Serie C1 e dopo 55 anni torna in Serie B.

### Anni 2000
Dopo la prima stagione tra i cadetti, nel campionato 2001-2002 il Siena, le cui azioni sono state nel frattempo rilevate da Paolo De Luca (e che inizia a beneficiare della munifica sponsorizzazione del Monte dei Paschi di Siena), viene affidato in un primo tempo a Giuseppe Papadopulo; la zona retrocessione porta al suo esonero. Il cambio di allenatore non sortisce alcun effetto e Papadopulo torna in panchina. Il tecnico pisano conquista la salvezza, battendo nella gara decisiva la Sampdoria.

Rodrigo Taddei, tra i protagonisti della prima, storica promozione senese in Serie A al termine della stagione 2002-2003.

Nella stagione 2002-2003 viene confermato in panchina Papadopulo e la Robur può annoverare giocatori come il portiere Giuseppe Taglialatela e il suo sostituto Marco Fortin, i difensori Michele Mignani e Davide Mandelli, un centrocampo con Luca Cavallo, Vincenzo Riccio e l'allora sconosciuto brasiliano Rodrigo Taddei, un attacco in cui svettano Simone Tiribocchi, Pinga e il giovane Raffaele Rubino. Il Siena consegue una lunga serie di risultati utili consecutivi, diventando capolista dopo poche giornate. A fine stagione i bianconeri vincono il campionato di Serie B con 68 punti all'attivo e conquistano la prima storica promozione in Serie A. Per effetto del caso Catania i punti furono ridotti da 68 a 67, cosicché il Siena terminò il torneo a pari merito con la Sampdoria; tuttavia il titolo di campione cadetto era già stato assegnato ai bianconeri, per cui la vittoria del campionato non fu condivisa con il club genovese.
Il 31 agosto 2003 il Siena gioca la sua prima partita nella massima serie italiana: l'avversario è il Perugia di Serse Cosmi e, nel capoluogo umbro, la contesa termina 2-2. Il primo goal della storia del Siena in Serie A viene segnato dopo 19 minuti dal centrocampista Andrea Ardito. Quattordici giorni dopo arriva la prima sconfitta in campionato a opera dell'Inter di Héctor Cúper. Il 21 settembre, terza giornata di campionato, la Robur ottiene la prima vittoria in campionato: nel derby toscano contro l'Empoli vince con un perentorio 4-0. La stagione termina con i bianconeri tredicesimi, con 2 punti di vantaggio sulla zona retrocessione.
Nel campionato 2004-2005 il Siena si salva per un solo punto, grazie alla vittoria all'ultima giornata per 2-1 sull'Atalanta già retrocessa, con un gol a pochi minuti dal termine di Stefano Argilli, mentre in quella successiva la Robur ottiene la matematica salvezza con due giornate di anticipo.

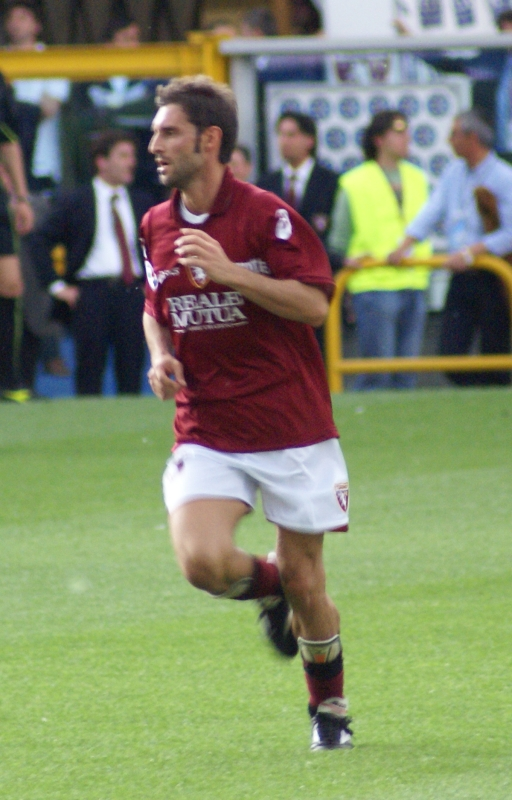
Il centrocampista Andrea Ardito ha siglato, il 31 agosto 2003, il primo gol della Robur in Serie A.

Nel girone di andata del campionato 2006-2007 il Siena, guidato da Mario Beretta, ottiene buoni risultati (calando però nel finale), trascinata dal cannoniere del Liechtenstein Mario Frick, ex-Ternana. In questa stagione il Siena si salva all'ultima giornata con una vittoria con la Lazio, già matematicamente sicura del terzo posto, per 2-1. Frattanto nel marzo precedente era scomparso il patron De Luca, cui subentrò l'italo-inglese Giovanni Lombardi Stronati. Per la stagione successiva la nuova dirigenza affida la panchina ad Andrea Mandorlini. La squadra stenta e, dopo la sconfitta con il Livorno al 12º turno, l'allenatore viene esonerato e richiamato Mario Beretta. Il 4 maggio 2008, con la vittoria per 1-0 contro la Juventus, la Robur conquista la salvezza con due turni di anticipo, assicurandosi così il diritto a disputare il massimo campionato per la sesta volta consecutiva. Nel turno, per la formazione toscana arriva un altro importante risultato, i bianconeri riescono a bloccare sul 2-2 l'Inter rimandando così la festa scudetto dei nerazzurri che proprio l'anno prima avevano vinto il tricolore a Siena. Il 18 maggio 2008 dopo la partita pareggiata con il Palermo la società annuncia che il nuovo allenatore sarebbe stato Marco Giampaolo, il quale ottiene una nuova salvezza, la sesta consecutiva.
Dopo un'altra salvezza, viene esonerato Giampaolo: il suo posto viene preso prima da Marco Baroni, poi da Alberto Malesani, il quale esordisce con una sconfitta con il Bari, una vittoria con il Catania per 3-2 e una terza sconfitta, contro l'Inter, per 4-3. Intanto, durante la stagione cambiano gli assetti societari bianconeri: il 15 gennaio 2010 il pacchetto azionario del club viene rilevato dall'imprenditore edile romano Massimo Mezzaroma. Il 2 maggio 2010 la squadra retrocede aritmeticamente in Serie B per la prima volta dopo sette anni in massima serie, dopo la sconfitta interna per 1-2 contro il Palermo.

### Anni 2010
Dopo ciò viene ingaggiato come allenatore Antonio Conte. La squadra conduce un buon campionato e il 7 maggio 2011, dopo il pareggio casalingo per 2-2 contro il Torino, ottiene la promozione in Serie A con tre giornate di anticipo rispetto alla fine del campionato.

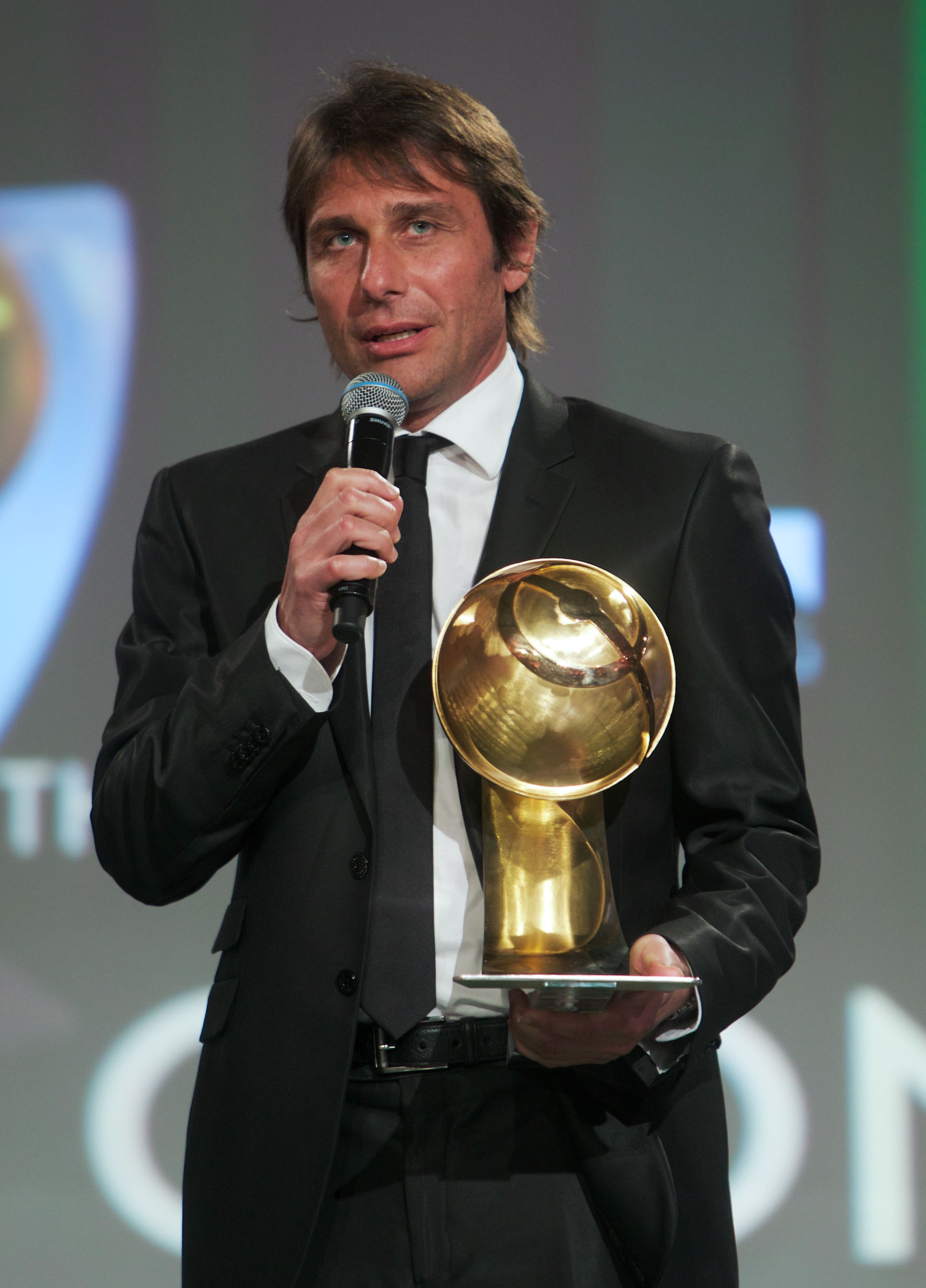
Antonio Conte ottiene la promozione in Serie A, dopo il secondo posto raggiunto nel campionato di Serie B 2010-2011.

Nel corso del 2011 la società inizia a palesare le avvisaglie del proprio dissesto: come verrà successivamente riferito in sede processuale, gli ammanchi avevano cominciato ad accumularsi fin dal 2005 e al 30 giugno 2011 il patrimonio netto era in passivo per 2 milioni di euro, a causa di una perdita d'esercizio di 20 milioni, parzialmente ripianata con un finanziamento da 16 milioni. In questo frangente, non essendo possibile reperire le risorse necessarie per una ricapitalizzazione, l'A.C. Siena attua una manovra già praticata da altre società, vendendo il proprio marchio a una società terza (che subito lo "rende" al club in licenza d’uso per 20 anni), per un controvalore di 25 milioni di euro garantiti dal Monte dei Paschi di Siena, che vanno a coprire le suddette perdite. Proprio la crisi della banca senese, che era arrivata a versare alla società fino a 7 milioni di euro all'anno di sola sponsorizzazione (i marchi del gruppo MPS campeggiavano sulle divise bianconere ininterrottamente dal 2001 e lo stadio Artemio Franchi era co-denominato "Montepaschi Arena"), senza contare le varie operazioni di factoring, coopererà in modo decisivo ad acuire e rendere irreversibile la crisi economico-amministrativa del club.
A dispetto di tali avvisaglie, la stagione 2011-2012 si rivela molto positiva: sotto la guida del tecnico Giuseppe Sannino, proveniente dal Varese, la squadra (assemblata dal competente direttore sportivo Giorgio Perinetti) conclude il campionato al 14º posto in classifica, eguagliando il record di punti ottenuti (44), e arriva fino alla semifinale della Coppa Italia 2011-2012, arrendendosi solo al Napoli. Protagonisti assoluti della stagione sono gli attaccanti Mattia Destro e Emanuele Calaiò, a segno nel complesso per 23 volte, che rendono il Siena l'unica squadra di Serie A a piazzare 2 giocatori nella top 15 della classifica marcatori.
Per la stagione 2012-2013, dopo le defezioni di Perinetti e Sannino, entrambi ingaggiati dal Palermo, viene chiamato in panchina il tecnico perugino Serse Cosmi, reduce dall'esperienza al Lecce, neo-retrocesso in Serie B. Dopo un pareggio in rimonta per 2-2 contro l'Udinese, il 23 settembre il Siena vince fuori casa contro l'Inter per 2-0 battendo un record: la squadra milanese, reduce da sei vittorie consecutive nei confronti del club bianconero, nella sua storia non aveva mai perso contro i toscani concedendo loro solo 4 punti (tutti pareggi) nei 16 precedenti. Il 16 dicembre 2012 il Siena, dopo la pesante sconfitta con la Fiorentina per 4-1, esonera Cosmi e lo sostituisce con Giuseppe Iachini, cui però non riesce il raggiungimento della salvezza: il ritorno in Serie B è sancito dal pareggio del Genoa a Marassi contro l'Inter, che condanna il Siena al ritorno in cadetteria ancor prima del match dei toscani in casa del Napoli.
La stagione 2013-2014 vede il Siena sempre più in difficoltà sul ramo societario: il gruppo Monte dei Paschi, in grave crisi e alle prese con un complesso piano di ristrutturazione, ritira definitivamente le proprie sovvenzioni; l'iscrizione alla Serie B viene resa possibile praticamente solo grazie al denaro del "paracadute" accordato alle società retrocesse dalla A. Sul fronte sportivo, la squadra (che gioca con maglie prive di sponsor) manca l'accesso alla zona play-off, complice una penalizzazione in classifica di 8 punti irrogata per il mancato pagamento delle ritenute Irpef e dei contributi Inps di alcuni suoi tesserati (senza la penalizzazione il Siena sarebbe stato terzo). Il 15 luglio 2014 l'Associazione Calcio Siena, non avendo provveduto a onorare gli stipendi arretrati e gli adempimenti fiscali, né a ripianare il monte debiti, né al deposito della fidejussione necessaria, non si iscrive al campionato di serie B 2014-2015. Il 18 luglio successivo la FIGC revoca l'affiliazione alla società, per poi disporre, in data 22 luglio, lo svincolo dei giocatori tesserati; l'indomani l'assemblea dei soci delibera la messa in liquidazione dell'A.C. Siena, con presentazione della domanda di concordato fallimentare.
A stretto giro la Procura della Repubblica di Siena apre un'inchiesta sul fallimento, disponendo perquisizioni in abitazioni e uffici ed iscrivendo nel registro degli indagati undici persone a vario titolo connesse col club. Per tutti costoro viene disposto il rinvio a giudizio: il processo di primo grado si apre il 24 aprile 2018 e si conclude il 30 settembre 2021 con la condanna a tre anni del solo ex presidente Massimo Mezzaroma, in relazione a due sole circostanze: l'omesso versamento dell'IVA nell'anno 2012 (per il quale viene disposta la confisca di 4 352 734 euro) e la distrazione di 1 246 520 euro in favore di una società connessa all'A.C. Siena. Tutti gli altri imputati sono assolti con formula piena; l'ex presidente annuncia immediatamente il ricorso in appello.

#### L'esperienza dellaRobur Siena
Il 25 luglio 2014 l'imprenditore italo-svizzero Antonio Ponte (che già era stato azionista del Siena dal 1999 al 2001) firma l'atto notarile di costituzione della Robur Siena Società Sportiva Dilettantistica, che eredita la tradizione sportiva della fallita A.C. Siena e si iscrive alla Serie D (dove il Siena mancava da 44 anni). Come allenatore viene scelto Massimo Morgia, proveniente dalla Pistoiese; il capitano della squadra, Simone Vergassola, decide di continuare a giocare per il nuovo sodalizio. La nuova squadra disputa un campionato di vertice, riuscendo a issarsi in testa alla classifica del girone E; il 9 maggio 2015, grazie alla vittoria esterna per 0-2 sulla Massese, la Robur Siena conquista la promozione in Lega Pro. L'annata viene infine coronata dalla conquista dello scudetto Serie D, grazie alla vittoria nella finale disputata il 30 maggio allo stadio Helvia Recina di Macerata, con la Robur che s'impone per 7-5 ai tiri di rigore contro l'Akragas.
A stagione conclusa, il 16 giugno 2015, l'allenatore Massimo Morgia e il suo staff concludono il loro rapporto contrattuale con il Siena; il 1º luglio viene annunciato l'accordo con Gianluca Atzori. La stagione 2015-2016 è caratterizzata dalla vittoria a Pisa per 2-1, successo esterno che nel derby toscano mancava da 57 anni, e dal raggiungimento della semifinale di Coppa Italia Lega Pro. In seguito alle dimissioni di Atzori, nel febbraio 2016 Guido Carboni assume la conduzione tecnica della squadra. Nel campionato di Lega Pro il Siena chiude sesto.
Il 30 agosto 2016 Ponte cede la società ad Anna Durio, primo presidente donna della storia del Siena. Il giorno successivo viene nominato Giovanni Colella come nuovo allenatore, assieme al nuovo direttore sportivo Giovanni Dolci. La nuova stagione inizia con qualche difficoltà e si conclude con il dodicesimo posto in Lega Pro.
Nella stagione 2017-2018 il Siena di Michele Mignani è tra le pretendenti per la promozione in Serie B. Concluso il campionato al secondo posto, accede ai play-off, dove elimina la Reggiana ai quarti di finale e il Catania ai tiri di rigore in semifinale, approdando così in finale dello stadio Adriatico di Pescara contro il Cosenza, che tuttavia s'impone per 3-1. Nel frattempo, ad aprile 2018, la Robur diventa una società per azioni, assumendo la denominazione Robur Siena S.p.A.
Più negativa è la stagione 2018-2019, chiusa dal Siena di Mignani al sesto posto nel girone A della Serie C e con l'eliminazione al primo turno dei play-off, a causa della sconfitta casalinga contro il Novara (0-1).
Nella stagione 2019-2020 (segnata dalla prolungata interruzione dovuta allo scoppio della pandemia di COVID-19 in Italia) la società entra nuovamente in difficoltà, accumulando ritardi nel pagamento di stipendi e contributi, che causano anche l'irrogazione di un punto di penalità a carico della squadra, guidata in panchina da Alessandro Dal Canto, che chiude infine il girone al sesto posto e viene poi estromessa al secondo turno dei play-off (dopo aver passato il primo d'ufficio per la defezione dell'Arezzo) per mano dell'Alessandria.
A fine stagione la presidente Anna Durio annuncia la volontà di cedere il club, ma le trattative intavolate con alcune cordate non portano ad alcun risultato concreto, sicché il 5 agosto 2020 la Robur Siena non s'iscrive al successivo campionato di Serie C, con susseguente cessazione delle attività.

### Anni 2020

#### L'ACN Siena 1904
L'assegnazione del titolo sportivo torna nuovamente nelle mani dell'amministrazione comunale, che ne fa richiesta alla FIGC e, ottenuta l'approvazione, si fa carico di vagliare le quattro offerte pervenute, alcune delle quali avevano precedentemente già trattato l'acquisizione della cessata Robur Siena. La scelta cade sul soggetto "Noah Siena", facente capo al fondo d'investimento armeno Berkeley Capital CJSC, riconducibile alle famiglie Gevorkyan e Gazaryan, entrambe attrici imprenditoriali e politiche di primo piano in patria, titolari del Noah di Erevan. La squadra viene pertanto iscritta alla Serie D, in sovrannumero, con ragione sociale ACN Siena 1904.
La squadra, affidata all'ex calciatore campione del mondo Alberto Gilardino, si attesta nell'alta classifica del girone E, ma senza mai raggiungerne la vetta; l'11 gennaio 2021 Gilardino e il Siena rescindono consensualmente il contratto e la panchina passa a Stefano Argilli, il quale a sua volta è esonerato due settimane dopo a seguito della sconfitta casalinga contro il Trastevere. Dopo l'interim di Stefano Argilli, l'arrivo del tecnico lettone Marian Pahars, coadiuvato dal russo Vladimir Gazzaev (quest'ultimo, poiché privo dell'abilitazione per allenare, è interdetto dall'accedere alla panchina; inoltre entrambi, non padroneggiando la lingua italiana, devono ricorrere a un interprete per parlare coi giocatori), non risolleva il rendimento dei bianconeri, che raccolgono 1 solo punto in 4 partite; perciò il 10 febbraio si decide per il reintegro di Gilardino, che conduce la squadra al quinto posto in stagione regolare e alla successiva eliminazione in semifinale play-off. Tuttavia, date le numerose defezioni tra le squadre aventi diritto alla Serie C, nell'estate 2021 il Siena viene infine ripescato nel professionismo a completamento organici.
La stagione 2021-2022 inizia con la ristrutturazione completa della dirigenza, che vede in particolare l'arrivo dell'esperto direttore sportivo Giorgio Perinetti e del collaboratore tecnico Paolo Negro, ex-calciatore dei toscani. La rosa a disposizione di mister Gilardino viene integrata da giocatori come Varela, Paloschi, Terzi e Bianchi. Tuttavia, dopo un buon inizio, la dirigenza decide di esonerare il tecnico, chiamando al suo posto Massimiliano Maddaloni. Il cambio in panchina si rivela però controproducente e nel dicembre 2021 la dirigenza decide di rivoluzionare tutta la società, licenziando in blocco il Cda, incluso il DS Perinetti, e chiamando in panchina Pasquale Padalino, mentre vengono assunti il nuovo DS Giuseppe Cannella e il direttore generale Marco Trabucchi. Dal calciomercato di gennaio arrivano giocatori come Laverone, Ardemagni, Fabbro e Guillaumier. Alla fine, pur con qualche difficoltà, la squadra si stabilizza in zona salvezza.

#### La presidenza di Montanari
Ciò prelude a un nuovo rimpasto societario: il 9 giugno 2022 si riunisce l’assemblea dei soci dell’ACN Siena 1904 srl, nel corso della quale Emiliano Montanari è nominato presidente; il giorno dopo la società cambia definitivamente proprietà, in quanto il 100% delle quote passa ufficialmente alla Global Service SpA, società facente capo al neopresidente. Dopo aver condotto diverse operazioni di carattere logistico per le diverse squadre, il 12 luglio seguente Montanari annuncia il cambio di denominazione in Associazione Calcio Robur Siena 1904 e il ritorno alla forma statutaria di società per azioni. Contestualmente viene espressa la volontà di presentare un'offerta ufficiale per l’acquisizione del marchio e dei loghi Associazione Calcio Siena, rimasti dal 2014 nelle mani della curatela fallimentare del club che fece la Serie A.
Nell'estate del 2023, a causa di irregolarità nelle pratiche di iscrizione, la squadra viene esclusa dal campionato di Serie C 2023-2024. La società presenta ricorso al TAR per essere riammessa, ricorso che viene rigettato il 5 settembre.

#### Ripartenza con il Siena FC
Nell'estate del 2023 viene fondata ex novo, sotto l'egida dell'amministrazione comunale, il Siena F.C. S.S.D., senza alcun legame con il vecchio Robur Siena, che viene ammesso nel campionato di Eccellenza Toscana 2023-2024. Ottenuta la promozione in Serie D alla prima partecipazione, nel 2024 cambia il proprio logo adottando un restyling di quello dell'A.C. Siena che partecipò in Serie A, introducendo nello stesso la denominazione "Robur" e l'anno di fondazione "1904", ponendosi quindi in continuità de facto con lo storico club cittadino.

## Colori e simboli

### Colori

La SS Robur del 1928-1929, con la maglia a quarti bianconeri in uso tra gli anni 1920 e 1930, e poi ripresa a fasi alterne nel terzo millennio.

I colori tradizionali della squadra calcistica senese sono il bianco e il nero, i quali derivano da quelli originari dell'antica Società Studio e Divertimento. La progenitrice a sua volta aveva dettato la combinazione cromatica in omaggio allo stemma, alla bandiera e ai colori cittadini, una balzana bianconera che simboleggia il fumo nero e bianco scaturito dalla pira augurale che i leggendari fondatori della città, Senio e Ascanio, figli di Remo, avrebbero acceso per ringraziare gli dei dopo la fondazione di Siena. Un'altra leggenda riporta che la balzana derivi dai colori dei cavalli, uno bianco e uno nero, che i due fratelli usarono nella fuga dallo zio Romolo che li voleva uccidere e con i quali giunsero nella città toscana.
La maglia ha subito vari cambiamenti nel disegno, mantenendo intatti solo i colori: la prima divisa era come quella dell'antica società, con disegno a scacchi grandi. Nel tempo il Siena ha poi a lungo adottato uno stile più affine alle casacche calcistiche, con strisce verticali comuni a molte altre squadre italiane come Juventus, Ascoli e Udinese.
Con l'approdo del Siena in Serie A la divisa ha mutato ripetutamente disegno: da semplici strisce verticali bianconere a una maglia bipartita con bizzarre sfumature, fino al ritorno celebrativo della vecchia, storica, scaccatura; l'alternanza tra scacchi e pali si è riproposta negli anni 2010, segnati dal doppio fallimento dell'AC Siena, della subentrata Robur Siena e infine la ripartenza sotto la gestione armena "Noah". Per quanto concerne i pantaloncini e calzettoni, essi sono normalmente bianchi o neri, senza una determinata preferenza.
Le uniformi di cortesia dei senesi (seconda maglia e terza, laddove prevista dalle sponsorizzazioni) sono variate molto nel tempo, sia nella foggia che nei colori, vedendo comunque una netta predominanza di tre tinte legate all'araldica senese: il nero (in quanto parte dello stemma civico), il rosso (lo scudo recante un leone argenteo in campo rosso fu infatti simbolo dapprima del vescovo di Siena, quindi del capitano del popolo nella Repubblica civica; il suo uso è perdurato nei secoli, sia negli stemmi di vari comuni dipendenti dalla città, sia anche nell'emblema provinciale) e il blu/azzurro ricavato dallo stemma repubblicano.

### Simboli ufficiali

#### Stemma
L'emblema storico del calcio senese è la lupa che allatta i gemelli Senio e Ascanio, mutuata dalla simbologia tradizionale della città toscana. Un discorso a parte riguarda la Società Sportiva Robur, che nel 1908 adottò come simbolo un braccio che teneva in pugno un manubrio pesistico.
Lo stemma societario adottato dall'Associazione Calcio Siena (più volte rimaneggiato e ammodernato, da ultimo nel 2010) era costituito un ancile palato bianco-nero, con la denominazione del club inscritta in una fascia bianca a mezza altezza, sovrastante il summenzionato disegno della lupa con i gemelli, la dicitura Robur e l'anno di fondazione.
Non potendo più usare il suddetto emblema e la denominazione connessa, che nel 2011 erano stati ceduti dall'AC Siena a una società terza per ripianare parte del passivo societario (operazione che ebbe successivamente risvolti giudiziari), nel 2014 la rifondata Robur Siena ha adottato due diversi stemmi societari: uno transitorio, usato nella prima parte del campionato 2014-2015, e uno definitivo, realizzato dal grafico Marco Cheli; entrambi hanno mantenuto il simbolo della lupa, così come la forma ovale dello scudo, abbandonando tuttavia la palatura verticale in favore di un motivo a scacchi bianconeri, e dando al contempo maggior rilievo alla storica denominazione Robur.
Nel 2020, a seguito della mancata iscrizione della Robur, la neocostituita "Noah Siena", nuovamente tenuta a usare un nuovo marchio, ha optato per non includervi più la lupa, giudicandola non sufficientemente rappresentativa dell'identità senese. Nella stagione d'esordio lo stemma consistette in un ancile bianco bordato di nero, contenente un curioso disegno a linee spezzate che, a detta della proprietà, era un monogramma del numero romano MCMIV, anno d'inizio della tradizione sportiva senese; sottostante campeggiava la dicitura Siena 1904. Anche sulla scia delle proteste dei tifosi, che giudicarono il disegno malriuscito e troppo slegato dalla tradizione, nell'estate 2021 la società ricontattò Marco Cheli per la realizzazione di un nuovo simbolo: in esso l'ancile si riduce a una "mezzaluna" dorata, che contiene sulla destra un richiamo alla balzana e la dicitura aurea Robur 1904, sulla sinistra tre strisce spezzate nere (appuntite inferiormente) che riproducono la merlatura della Torre del Mangia, sovrastata dall'epigrafe Siena; in cima all'insieme è altresì disegnato il "bandierino" che segna le curve e la "mossa" del Palio.
Nel 2023 l'ulteriore ripartenza con il Siena FC ha visto l'introduzione di un logo basato sulla balzana, col campo nero occupato dal disegno della lupa, quello bianco dal nome della città e, infine, un richiamo alla Torre del Mangia come cimiero. L'anno seguente il club ha deciso di tornare (senza però procedere ad alcuna acquisizione di asset detenuti dalle precedenti gestioni societarie) al simbolo che accompagnò il Siena negli anni della Serie A, ossia l'ancile palato bianco-nero, rivisitato con la nuova ragione sociale e differenti finiture grafiche rispetto agli stemmi pregressi.

Il gonfalone della S.S. Robur Siena, risalente al 1908
Stemma dell'AC Siena utilizzato nel campionato 1998-1999
Stemma dell'AC Siena utilizzato dal 2000 al 2010
L'ultimo stemma dell'AC Siena, utilizzato dal 2010 al fallimento del 2014
Stemma transitorio della Robur Siena, in uso nella prima parte del campionato 2014-2015
Stemma della Robur Siena, in uso dal 2015 al 2020
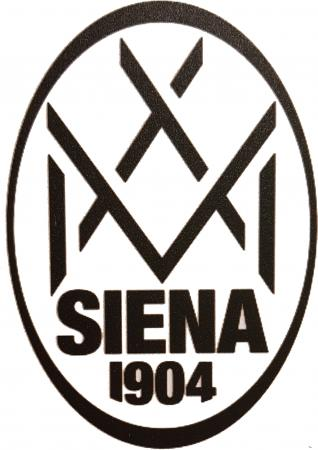
Stemma dell'ACN Siena usato dal 2020 al 2021
Stemma dell'ACR Siena in uso dal 2021 al 2023
Logo del Siena FC in uso nel 2023-2024
Logo del Siena FC in uso dal 2024-2025

#### Inno
L'inno ufficiale della squadra bianconera è Su Forza Siena di Franco Baldi. Altri storici inni cittadini come il Canto della Verbena e la Marcia del Palio sono spesso cantati dai tifosi locali durante gli incontri.

## Strutture

### Stadio

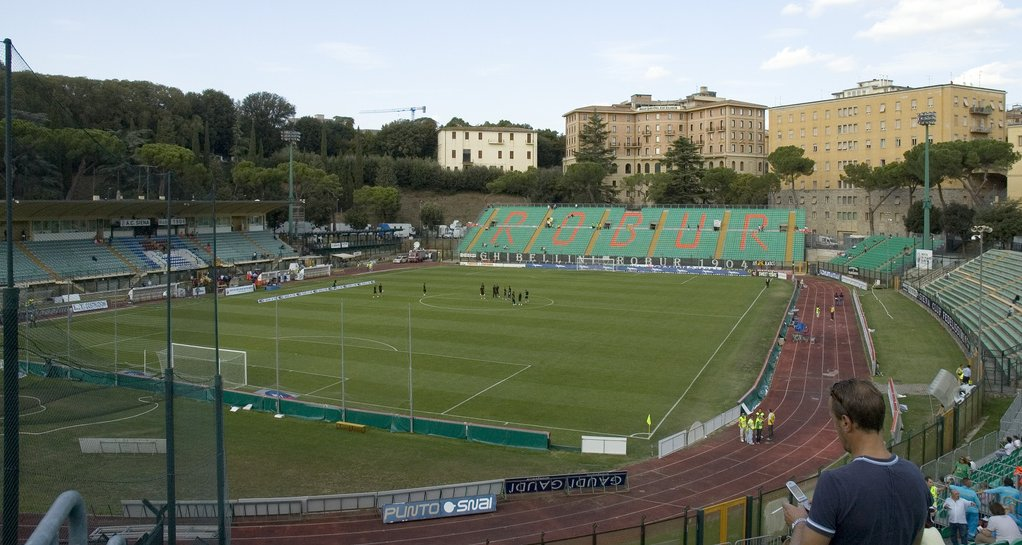
L'Artemio Franchi di Siena.

All'inizio degli anni venti la Robur giocava le sue prime partite sul campo di Piazza d'Armi; il 7 gennaio 1923 con la partita Siena - CS Firenze 2-0 avviene l'inaugurazione del campetto di San Prospero, più adatto alle esigenze dell'epoca, tuttavia la squadra successivamente tornò a giocare in Piazza d'Armi fino al termine degli anni trenta.
L'Artemio Franchi è l'impianto che ospita gli incontri casalinghi dei senesi. Fu costruito nel 1923, inaugurato l'8 dicembre 1938 in un'amichevole contro l'Empoli; l'impianto fu intitolato a Rino Daus, squadrista fascista ucciso nel giugno del 1921. La struttura iniziale presentava solamente la tribuna centrale coperta, a cui nel 1955 fu aggiunta la tribuna scoperta. Successivamente fu denominato Del Rastrello per poi essere intitolato nel 1987, su richiesta della società, ad Artemio Franchi; dal 2007 al 2013 venne aggiunta un'altra denominazione, Montepaschi Arena, a seguito della sponsorizzazione da parte dell'omonima banca senese che deteneva all'epoca anche quote azionarie del club stesso. La capienza è stata portata da 10 560 a 17 373 posti.

### Centro di allenamento
La società si allena presso i campi del Gruppo sportivo Bertoni, nella località dell'Acquacalda a Siena.

## Società

### Organigramma societario
Aggiornato al 28 settembre 2024.
- Simone Giacomini - Presidente onorario
- Jonas Bodin - Presidente
- Simone Farina - Direttore generale
- Simone Guerri - Direttore sportivo
- Luigi Conte - Segretario generale
- Gabriele Parpiglia - Responsabile comunicazione
- Andrea Levorato - Addetto stampa
- Roberto Pierangioli - Responsabile settore giovanile
- Francesco Cataldo - Responsabile area organizzativa
- Bruno Melani - Responsabile segreteria

### Sponsor
Di seguito la cronologia di fornitori tecnici del Siena.
- 1978-1981 ...
- 1981-1987 Ennerre
- 1987-1989 Urbani
- 1989-1991 Ennerre
- 1991-1993 Uhlsport
- 1993-1995 Umbro
- 1995-2000 Virma
- 2000-2005 Lotto
- 2005-2007 Mass
- 2007-2009 Umbro
- 2009-2014 Kappa
- 2014-2015 Lotto
- 2015-2018 Sportika
- 2018-2020 Joma
- 2020-2021 Mizuno
- 2021-2022 Gems
- 2022-2023 Legea
- 2023- Erreà

### Impegno nel sociale
Il Siena è stato attivo nel campo sociale e umanitario. È stata presente all'edizione 2011 de La Fabbrica del Sorriso, iniziativa di raccolta fondi a supporto di progetti di solidarietà in Italia e nel mondo a favore dei bambini bisognosi di aiuto, partecipando ai quattro progetti sostenuti (Fondazione Banco alimentare onlus, Istituto Oikos onlus, Project for people onlus e Vis: Volontariato internazionale per lo sviluppo). Inoltre, grazie alla sua iniziativa AC Siena per la Maremma, ha aiutato la popolazione di Albinia, colpita dalle alluvioni di novembre 2012, donando materiali tecnici e parte dei ricavati della partita di Serie A Siena-Pescara alle squadre di calcio dei paesi colpiti. Altra somma di denaro è stata invece donata a Agape onlus che si occuperà dell'assistenza alle famiglie rimaste ancora fuori dalle proprie abitazioni. Verranno messe all'asta maglie della squadra bianconera autografate dai calciatori (utilizzate durante la partita precedentemente citata), il cui ricavato sarà devoluto in beneficenza.

### Settore giovanile
Il settore giovanile del Siena, al momento del fallimento (2014), era formato da 3 squadre maschili partecipanti ai campionati nazionali (Primavera, Allievi Nazionali e Giovanissimi Nazionali), 2 a livello regionale (Giovanissimi Regionali e Giovanissimi Regionali B) e a livello provinciale (Esordienti e Pulcini).
Il Siena Calcio conta sulla squadra Primavera, gli Allievi Nazionali e Giovanissimi Nazionali nonché le formazioni provinciali Allievi e Giovanissimi con una scuola calcio che annovera gli Esordienti e i Pulcini.
Dal vivaio senese sono partite le carriere di diversi giocatori professionisti, fra cui si ricordano Niccolò Giannetti, Leonardo Blanchard, Marcel Büchel, Luigi Canotto, Lorenzo Rosseti, Alessio Dionisi (poi diventato allenatore), Giacomo Mazzi, Lampros Vaggelīs e Joazhiño Arroe.
Inoltre, dallo stesso settore giovanile sono transitati anche Leonardo Spinazzola (laureatosi Campione d'Europa con la nazionale italiana nel 2021), Jacopo Petriccione, Kevin Bonifazi, Federico Proia, Marco Olivieri, Ivan Varone e Souleymane Coulibaly.

### Sezione femminile
La società, il 14 luglio 2019, ha deciso di costituire la propria sezione femminile partendo dal campionato di Eccellenza.

## Allenatori e presidenti
Di seguito l'elenco degli allenatori e dei presidenti.
- 1904-1921 ...
- 1921-1922  Fattorini
- 1922-1924  Pietro Piselli
- 1924-1925  Peter Illich
- 1925-1926  Artur Feldmann
- 1926-1927  Stanislao Klein
- 1927-1929  Giuseppe Giannelli
- 1929-1931  Francesco Mattuteia
- 1931-1932  Sándor Peics
- 1932-1934  Imre Schoffer
- 1934-1935  József Wereb
- 1935-1936  Heinrich Bachmann
- 1936-1939  Vittorio Faroppa
- 1939-1943  Alberto Macchi
- 1945-1946  Cesare Pellegatta
- 1946-1948  Alberto Macchi
- 1948-1951  Ferrero Alberti
- 1951-1952  Teobaldo Depetrini
- 1952-1953  Ferrero Alberti
- 1953-1954  Aldo Dapas
- 1954-1955  Mario Genta
- 1955-1956  Vinicio Viani
- 1956-1957  Renato Bodini (1ª-?ª)
 Renzo Merlin (?ª-?ª)
 Alberto Macchi (?ª-34ª)
- 1957-1958  Vinicio Viani
- 1958-1959  Oronzo Pugliese
- 1959-1960  Ottavio Morgia (1ª-?ª)
 Walter Crociani (?ª-34ª)
- 1960-1961  Oronzo Pugliese
- 1961-1962  Aldo Puccinelli
- 1962-1963  Dino Bovoli
- 1963-1964  Enrico Radio (1ª-?ª)
 Lauro Toneatto (?ª-34ª)
- 1964-1966  Lauro Toneatto
- 1966-1969  Natale Faccenda
- 1969-1970  Volturno Diotallevi (1ª-?ª)
 Renato Piacentini (?ª-?ª)
 Ettore Mannucci (?ª-38ª)
- 1970-1972  Ettore Mannucci
- 1972-1973  Silvano Grassi
- 1973-1974  Silvano Grassi (1ª-?ª)
 Antonio Monguzzi (?ª-34ª)
- 1974-1975  Franco Carradori (1ª-?ª)
 Antonio Monguzzi (?ª-34ª)
- 1975-1977  Ettore Mannucci
- 1977-1978  Ettore Mannucci (1ª-?ª)
 Antonio Monguzzi (?ª-38ª)
- 1978-1979  Mario Mazzoni (1ª-?ª)
 Antonio Monguzzi (?ª-?ª)
 Ottavio Bianchi (?ª-34ª)
- 1979-1980  Idilio Cei
- 1980-1981  Giorgio Bravi (1ª-?ª)
 Costanzo Balleri (?ª-34ª)
- 1981-1983  Guido Mammi
- 1983-1984  Romano Mattè (1ª-?ª)
 Primo Luigi Galasi (?ª-34ª)
- 1984-1986  Ferruccio Mazzola
- 1986-1987  Marcello Lippi (1ª-?ª)
 Giorgio Sereni (?ª-34ª)
- 1987-1988  Adriano Lombardi (1ª-?ª)
 Romano Fogli (?ª-34ª)
- 1988-1989  Ferruccio Mazzola
- 1989-1991  Attilio Perotti
- 1991-1992  Salvatore Esposito (1ª-?ª)
 Romano Fogli (?ª-34ª)
- 1992-1993  Luciano Vescovi (1ª-?ª)
 Giulio Pelati (?ª-34ª)
- 1993-1995  Silvio Baldini
- 1995-1996  Luigi De Canio
- 1996-1997  Corrado Orrico (1ª-16ª)
 Claudio Rastelli (17ª)
 Giuseppe Savoldi (18ª-34ª)
- 1997-1998  Enrico Nicolini (1ª-15ª)
 Fausto Silipo (16ª-34ª)
- 1998-1999  Giuseppe Di Franco (1ª-6ª)
 Adriano Buffoni (7ª-16ª)
 Stefano Di Chiara (17ª-34ª e play-out)
- 1999-2001  Antonio Sala
- 2001-2002  Giuseppe Papadopulo (1ª-7ª)
 Vincenzo Guerini (8ª)
 Giuseppe Papadopulo (9ª-14ª)
 Vincenzo Guerini (15ª-24ª)
 Giuseppe Papadopulo (25ª-38ª)
- 2002-2004  Giuseppe Papadopulo
- 2004-2005  Luigi Simoni (1ª-18ª)
 Luigi De Canio (19ª-38ª)
- 2005-2006  Luigi De Canio
- 2006-2007  Mario Beretta
- 2007-2008  Andrea Mandorlini (1ª-12ª)
 Mario Beretta (13ª-38ª)
- 2008-2009  Marco Giampaolo
- 2009-2010  Marco Giampaolo (1ª-9ª)
 Marco Baroni (10ª-13ª)
 Alberto Malesani (14ª-38ª)
- 2010-2011  Antonio Conte
- 2011-2012  Giuseppe Sannino
- 2012-2013  Serse Cosmi (1ª-17ª)
 Giuseppe Iachini (18ª-38ª)
- 2013-2014  Mario Beretta
- 2014-2015  Massimo Morgia
- 2015-2016  Gianluca Atzori (1ª-13ª)
 Guido Carboni (14ª-34ª)
- 2016-2017  Giovanni Colella (1ª-18ª)
 Cristiano Scazzola (19ª-38ª)
- 2017-2019  Michele Mignani
- 2019-2020  Alessandro Dal Canto
- 2020-2021  Alberto Gilardino (1ª-11ª)
 Stefano Argilli (12ª-13ª)
 Marian Pahars e  Vladimir Gazzaev (14ª-16ª)
 Alberto Gilardino (17ª-34ª e play-off)
- 2021-2022  Alberto Gilardino (1ª-11ª)
 Massimiliano Maddaloni (12ª-18ª)
 Paolo Negro (19ª-20ª)
 Pasquale Padalino (21ª-38ª)
- 2022-2023  Guido Pagliuca
- 2023-2024  Lamberto Magrini
- 2024-2025  Lamberto Magrini
 Gill Voria

- 1904-1934 ...
- 1934-1936  Aldo Sampoli
- 1936-1940  Raniero Ricci
- 1940-1943  Arcangelo Magi
- 1945-1946  Corsino Corsini
- 1946-1951  Renato Buccianti
- 1951-1956  Agostino Battignani
- 1956-1966  Danilo Nannini
- 1966-1967  Renato Luchini
- 1967-1969  Bixio Gianfaldoni
- 1969-1970  Danilo Nannini[90]
- 1970-1978  Vittorio Beneforti
- 1978-1979  Corrado Vanni
- 1979-1981  Danilo Nannini
- 1981-1983  Ennio Regoli
- 1983-1986  Danilo Nannini
- 1986-1998  Max Paganini
- 1998-1999  Giancarlo Castagni
- 1999-2001  Leo Salvietti
- 2001-2006  Paolo De Luca
- 2006-2010  Giovanni Lombardi Stronati
- 2010-2014  Massimo Mezzaroma
- 2014-2016  Antonio Ponte
- 2016-2020  Anna Durio
- 2020-2021  Roman Gevorkyan
- 2021-2022  Armen Gazaryan
 Ike Thierry Zaengel
- 2022-2023  Emiliano Montanari
- 2023-2024  Simone Giacomini
- 2024-  Jonas Bodin

## Calciatori

### Numeri ritirati
- 4 Michele Mignani[91]

## Palmarès

### Competizioni nazionali
- Serie B: 1

2002-2003
- Supercoppa di Lega di Serie C: 1

2000
- Scudetto Serie D: 2  (record)

1955-1956, 2014-2015

### Competizioni interregionali
- Serie C: 3

1934-1935 (girone F), 1937-1938 (girone D), 1999-2000 (girone A)
- Serie C2: 3

1981-1982 (girone C), 1984-1985 (girone A), 1989-1990 (girone A)
- Serie D: 4

1954-1955 (girone E), 1955-1956 (girone E), 1975-1976 (girone E), 2014-2015 (girone E)

### Competizioni regionali
- Promozione: 1

1921-1922 (girone C)
- Campionato italiano di terza divisione: 1

1926-1927 (girone B)
- Eccellenza: 1

2023-2024 (girone B)

## Statistiche e record

### Partecipazione ai campionati
| Livello | Categoria         | Partecipazioni | Debutto   | Ultima stagione | Totale |
| ------- | ----------------- | -------------- | --------- | --------------- | ------ |
| 1º      | Serie A           | 9              | 2003-2004 | 2012-2013       | 9      |
| 2º      | Seconda Divisione | 2              | 1922-1923 | 1923-1924       | 16     |
| 2º      | Serie A-B         | 1              | 1945-1946 | 1945-1946       | 16     |
| 2º      | Serie B           | 13             | 1935-1936 | 2013-2014       | 16     |
| 3º      | Seconda Divisione | 1              | 1927-1928 | 1927-1928       | 48     |
| 3º      | Prima Divisione   | 4              | 1931-1932 | 1934-1935       | 48     |
| 3º      | Serie C           | 29             | 1936-1937 | 2022-2023       | 48     |
| 3º      | Serie C1          | 14             | 1982-1983 | 1999-2000       | 48     |
| 4º      | Terza Divisione   | 1              | 1926-1927 | 1926-1927       | 25     |
| 4º      | Seconda Divisione | 3              | 1928-1929 | 1930-1931       | 25     |
| 4º      | IV Serie          | 4              | 1952-1953 | 1955-1956       | 25     |
| 4º      | Serie D           | 9              | 1970-1971 | 2024-2025       | 25     |
| 4º      | Serie C2          | 8              | 1978-1979 | 1989-1990       | 25     |

In 96 stagioni sportive disputate a partire dall'esordio a livello nazionale nella Lega Nord il 12 novembre 1922, compresi 2 campionati di Seconda Divisione e 1 Campionato Misto Bassitalia disputato in qualità di società di Serie B, 1 campionato di terzo livello del Direttorio Divisioni Inferiori Nord (C) e 2 di quarto livello (D), e 8 campionati di Serie C2. Sono escluse le annate dal 1924 al 1926, nelle quali il Siena partecipò ai massimi tornei del Comitato Regionale Toscano, cui afferiva anche antecedentemente il 1922.

### Partecipazione alle coppe
| Competizione                    | Partecipazioni | Debutto   | Ultima stagione | Totale |
| ------------------------------- | -------------- | --------- | --------------- | ------ |
| Coppa Italia                    | 28             | 1935-1936 | 2019-2020       | 28     |
| Coppa Italia Semiprofessionisti | 8              | 1973-1974 | 1980-1981       | 34     |
| Coppa Italia Serie C            | 24             | 1981-1982 | 2022-2023       | 34     |
| Coppa Italia Lega Pro           | 2              | 2015-2016 | 2016-2017       | 34     |
| Supercoppa di Lega di Serie C   | 1              | 2000      | 2000            | 1      |
| Coppa Italia Serie D            | 2              | 2014-2015 | 2024-2025       | 2      |
| Poule Scudetto                  | 2              | 1955-1956 | 2014-2015       | 2      |

### Statistiche di squadra
Il Siena esordì in Promozione nella stagione 1921-1922. Nelle sue 100 stagioni la squadra ha pertanto partecipato a 9 campionati di Serie A, 16 di Serie B o equivalenti storici, e oltre 50 di Serie C o categorie equiparabili. Dall'introduzione della prima legislazione professionistica in Italia nel 1926, il Siena è stato relegato fra i dilettanti per 15 volte. Dalla promozione nel massimo campionato italiano (2003-2004), il club bianconero ha ottenuto come migliore posizione il 13º posto (2007-2008), e come peggiore il 19º (2009-2010), che ha portato la retrocessione del club in Serie B.
Le vittorie con maggior numero di reti di scarto furono nella stagione 2003-2004 (Siena-Empoli 4-0 e Siena-Modena 4-0) e in quella 2011-2012 (Siena-Lazio 4-0); la peggior sconfitta in trasferta, anch'essa nella stagione 2003-2004, fu Roma-Siena 6-0. La partita con più reti è stata giocata nella stagione 2004-2005 in trasferta contro il Livorno (il risultato finale fu 6-3 per i bianconeri).

### Statistiche individuali
Di seguito i primatisti di presenze e reti.
| Record di presenze - 368 Antonio Monguzzi (1960-1972) - 334 Simone Vergassola (2004-2015) - 242 Gerardo Tosolini (1971-1979) - 240 Michele Mignani (1996-1998, 1998-2006) - 227 Stefano Argilli (1996-2005) - 218 Andrea Pepi (1987-1991, 1994-1998) - 203 Daniele Portanova (2004-2009, 2015-2016) - 203 Pierfranco Toschi (1964-1966, 1968-1974) - 201 Danilo Tosoni (1978-1982, 1983-1988) - 200 Emilio Ferranti (1971-1977) | Record di reti - 68 Angelo Fenini (1932-1936) - 65 Franco Rossi (1948-1951) - 60 Silvio Bandini (1936-1940) - 57 Eugenio Pazzaglia (1995-1998) - 54 Emilio Ferranti (1971-1978) - 46 Emanuele Calaiò (2008-2013) - 46 Massimo Maccarone (2005, 2007-2010) 46 Luciano Renoldi (1934-1941) - 43 Bruno Bruschettini (1968-1974) - 40 Guglielmo Coppola (1981-1983, 1991-1994) |

## Tifoseria

### Storia
Nella stagione 2014-2015 la tifoseria della Robur stabilisce l'allora record di abbonamenti per la Serie D (successivamente superato dal Parma nella stagione 2015-2016).
Nel 2016 un gruppo di giovani crea il gruppo Figli Di Siena che mantiene tuttora le redini della Curva Lorenzo Guasparri (tifoso senese scomparso prematuramente).

### Gemellaggi e rivalità
La tifoserie senese è gemellata con le tifoserie di Udinese e Pistoiese. Quello con i friulani in particolare, lega le due tifoserie e le due società. Un'amicizia lega il gruppo Vecchi Ultras con quello del Bologna Beata Gioventù, per la comune rivalità con la Fiorentina. Altro rapporto di amicizia lega la tifoseria toscana con quella del Como. Infine negli ultimi anni il gruppo Noi non tesserati ha stretto amicizia con la Curva Just della Maceratese.
La principale rivalità, sentita soprattutto dalla parte dei tifosi della Robur che si definiscono "filo-ghibellini", è quella con la tifoseria della Fiorentina. La partita con la viola è infatti chiamata "derby guelfi-ghibellini", dovuta alle due storiche battaglie tra le città; la battaglia di Montaperti del 1260 (esaltata dai ghibellini senesi) e quella di Colle di Val d'Elsa del 1269 (esaltata dai guelfi fiorentini allora alleati dei colligiani), anche se è doveroso ricordare che Siena e Firenze durante il Medioevo erano entrambe divise internamente tra guelfi e ghibellini, inoltre, nel calcio, il primo derby ad essere definito "derby guelfi-ghibellini" fu quello tra Siena e Colligiana, nel campionato 1952-53, quando tra la Robur e la Colligiana c'era una forte rivalità dovuta ad ovvi motivi storici.
Con il Livorno esiste una rivalità sentita fin dagli anni 1950.
Un'altra forte rivalità si ha con la tifoseria della Roma, in quanto per due volte durante gli incontri tra le due formazioni, la partita venne sospesa per lancio di fumogeni da parte dei supporters romanisti, insieme ad alcuni feriti da arma da taglio e in qualche occasione, nella Curva Sud di Roma, sono comparsi striscioni minatori contro i tifosi del Siena. Il 13 settembre 2009 i sostenitori senesi, in un Siena-Roma finito 1 a 2, intonarono cori da stadio offensivi nei confronti del suocero di Daniele De Rossi, Massimo Pisnoli, ucciso l'anno precedente, e dello stesso giocatore; a questo episodio non corrisposero comunque atti di violenza. Gli attriti tra la tifoseria e il giocatore nacquero nel novembre del 2004, quando il calciatore romano causò un grave infortunio ad Andrea Ardito, allora giocatore senese.
Con la tifoseria dell'Empoli esiste, da sempre, forte antipatia da entrambe le parti. Molti gli episodi di violenza che hanno portato ad arresti e denunce dopo gli scontri tra le due tifoserie. Con il Perugia invece, esiste una forte rivalità per entrambe le parti come testimoniano i numerosi episodi di scontri tra le due tifoserie, in quello che viene definito quasi un derby. Le due tifoserie hanno avuto modo di confrontarsi anche in Serie A nel 2003-2004.
Importanti rivalità regionali esistono con le tifoserie di Arezzo (in questo caso la Robur Siena viene citata come parte guelfa perché nella battaglia di Campaldino Siena era guelfa) e Grosseto. La prima è una rivalità storica che ha radici nel Medioevo. Siena, nel 1269 fu sconfitta dai guelfi colligiani e fiorentini nella battaglia di Colle di Val d'Elsa. Questa sconfitta la portò ad abbandonare lo schieramento ghibellino, diventando guelfa e scatenando le ire degli aretini ghibellini, che chiamarono "traditori" i senesi. Un anno dopo aver subito una dolorosa e sanguinosa sconfitta dai ghibellini Aretini il 26 giugno 1288 a Pieve al Toppo, l'11 giugno 1289, nella famosa battaglia di Campaldino, Siena guelfa, alleata di Firenze, sconfisse Arezzo ghibellina. Arezzo che si rifece con tutto lo schieramento Ghibellino, guidato da Uguccione della Faggiola il 29 agosto 1315, sconfiggendo i Guelfi fiorentini e Senesi nella battaglia di Montecatini. La seconda si è sviluppata in continuità con la rivalità storica tra la città del Palio e il capoluogo maremmano, già esistente in epoca medievale essendo Grosseto sottomessa a Siena sino alla caduta della Repubblica senese. Altre rivalità degne di nota esistono con le tifoserie di Salernitana, Nocerina, Cosenza, Crotone, Carrarese, Lucchese, Frosinone, Montevarchi, Palermo, Prato, Reggina, Sambenedettese, Reggiana e Modena. 

### Rosa 2024-2025
| N. |                           | Ruolo | Calciatore          |
| -- | ------------------------- | ----- | ------------------- |
|    | Italia (bandiera)         | P     | Domiziano Tirelli   |
|    | Italia (bandiera)         | P     | Andrea Giusti       |
|    | Italia (bandiera)         | D     | Daniele Cavallari   |
|    | Italia (bandiera)         | D     | Enrico Biancon      |
|    | Italia (bandiera)         | D     | Gabriele Di Paola   |
|    | Italia (bandiera)         | D     | Federico Fort       |
|    | Italia (bandiera)         | D     | Niccolò Ricchi      |
|    | Italia (bandiera)         | D     | Andrea Morosi       |
|    | Italia (bandiera)         | D     | Samuele Zichella    |
|    | Costa d'Avorio (bandiera) | D     | Emmanuel Achy       |
|    | Costa d'Avorio (bandiera) | C     | Hamed Soumaoro      |
|    | Camerun (bandiera)        | C     | Alfred Hagbe        |
|    | Italia (bandiera)         | C     | Alessandro Mastalli |

| N. |                   | Ruolo | Calciatore         |
| -- | ----------------- | ----- | ------------------ |
|    | Italia (bandiera) | C     | Roberto Candido    |
|    | Italia (bandiera) | C     | Bernardo Masini    |
|    | Italia (bandiera) | C     | Elia Galligani     |
|    | Italia (bandiera) | C     | Tommaso Bianchi    |
|    | Italia (bandiera) | C     | Lorenzo Lollo      |
|    | Italia (bandiera) | A     | Niccolò Giannetti  |
|    | Italia (bandiera) | A     | Mattia Ruggiero    |
|    | Italia (bandiera) | A     | Alessio Carbè      |
|    | Italia (bandiera) | A     | Filippo Boccardi   |
|    | Italia (bandiera) | A     | Giovanni Costanti  |
|    | Italia (bandiera) | A     | Vincenzo Di Gianni |
|    | Italia (bandiera) | A     | Leonardo Pesciani  |

### Staff tecnico
- Ernesto Salvini - Direttore sportivo
- Guido Pagliuca - Allenatore
- Nico Lelli - Allenatore in seconda
- Stefano Guberti - coordinatore tecnico giovanili U17
- Sandro Bencardino - Preparatore atletico
- Nicolas Cancarini - Preparatore dei portieri
- Fernando Cellitti - Team Manager
- Andrea Causarano - Medico Sociale